# Luigia Mazzotta
Pour les articles homonymes, voir Mazzotta.
Luigia Mazzotta (Louise Mazzotta), née le 9 juillet 1900 à Lecce en Italie, morte le 21 mai 1922 à Lecce, est une laïque chrétienne, reconnue vénérable par le pape en 2008.

## Biographie
Luigia Mazzotta naît le 9 juillet 1900 à Lecce dans les Pouilles, dans le sud de l'Italie. Elle est issue d'une famille très pauvre.
Elle est atteinte d'une maladie grave et invalidante, et ne peut pas exercer d'activité, alors qu'elle aurait voulu s'adonner à l'apostolat. Elle endure ses souffrances en s'unissant à la passion du Christ. 
Luigia Mazzotta offre sa vie en réparation, et invite son entourage à suivre l'amour de Jésus. Elle devient le conseil et le réconfort d'un grand nombre de personnes.
Elle meurt le 21 mai 1922 à Lecce, à vingt-deux ans.

## Procédure en béatification
La procédure pour l'éventuelle béatification de Luigia Mazzotta débute au niveau diocésain dès 1925, exceptionnellement trois seulement après sa mort. Le dossier et les actes sont transmis à Rome auprès de la Congrégation pour les causes des saints en 1977.
Le 15 mars 2008, le pape Benoît XVI autorise la publication du décret sur l'héroïcité de ses vertus, et la reconnaît ainsi vénérable,.
En 2021, la cause pour la béatification de Luigia Mazzotta est encore en attente de la reconnaissance d'un miracle qui serait dû à son intercession.